# Smoke N Mirrors
Smoke N Mirrors è il primo album in studio da solista del rapper statunitense B-Real, pubblicato nel 2009.

## Tracce
1. Smoke N Mirrors (feat. Bo Roc) – 4:55
2. Gangsta Music (feat. Soopafly) – 3:19
3. Don't Ya Dare Laugh (feat. Young De & Xzibit) – 3:57
4. Everything U Want (feat. Buckshot) – 3:29
5. 6 Minutes (feat. Young De & Tekneek) – 3:41
6. Psycho Realm Revolution (feat. Sick Jacken) – 4:46
7. Fire (feat. Damian Marley) – 3:21
8. 10 Steps Behind (feat. Young De & Tekneek) – 4:42
9. Get That Dough (feat. Babydoll Refresh) – 3:53
10. Dr. Hyphenstein (feat. Snoop Dogg, Young De & Trace Midas) – 3:59
11. Stack'n Paper – 4:22
12. 1 Life (feat. Sen Dog & Mal Verde) – 4:21
13. Dude VS. Homie – 3:32
14. When They Hate You (feat. Babydoll Refresh) – 3:29
15. When We're Fucking (feat. Kurupt, Too Short & Young De) – 4:23